# Stasinoides aethiopica
Stasinoides aethiopica là một loài nhện trong họ Sparassidae. Chúng thuộc chi đơn loài Stasinoides, được Lucien Berland miêu tả năm 1922.